# 川人伸二
川人 伸二（かわひと しんじ、1945年（昭和20年）10月7日 - ）は、日本のフルート奏者。指揮者。作曲家。徳島文理大学名誉教授。大阪健康福祉短期大学理事。
マンハイム音楽大学卒業。徳島県阿波市出身。父は作曲家の川人利夫。兄弟は同じくフルート奏者の川人洋二と川人昭夫。

## 経歴
徳島県阿波市出身。作曲家・川人利夫の三男として生まれ、徳島県立阿波高等学校を卒業後、1975年（昭和50年）よりドイツのマンハイム音楽大学ソリストコースに入学し、フルートをヨアヒム・シュタルケ、指揮をクラウディオ・サントロに師事する。またマルセル・モイーズのレッスンを受ける。
1976年（昭和51年）、マンハイム市立歌劇場管弦楽団の常任フルート奏者に就任。1977年（昭和52年）にマンハイム音楽大学ソリストコースを卒業。
これまでに室屋弦楽四重奏団、ウイーントリオ、トルキル・ビー、外山滋、クラウディオ・サントロ、ウラディーミル・スピヴァコフ、ヨルダン・ダホフ、延原武春、渡邉暁雄など、国内外の著名な演奏者、指揮者と共演。
指揮者としては四国二期会オペラ公演、ベートーヴェン「第九」公演、徳島フィルハーモニー管弦楽団、徳島ゾリステンなどを指揮。
1979年（昭和54年）に徳島大学教育学部の非常勤講師となり、1986年（昭和61年）に鳴門教育大学大学院学校教育研究科の非常勤講師を経て徳島文理大学音楽学部の教授をに就任する。2012年（平成24年）より徳島文理大学名誉教授に就任。
また日本フルート協会理事、徳島県吹奏楽連盟理事長・顧問、徳島県芸術祭審査員、徳島県21世紀館協議会会長・大阪健康福祉短期大学理事などを歴任。

## 作品
作曲
- 1977年 - 阿波市立八幡小学校校歌
- 2012年 - 徳島県立吉野川高等学校校歌
- その他にも管楽器アンサンブル、リコーダーアンサンブル、合唱などの編曲・作曲多数。

## 著書
- 『フルートとともに』（徳島県教育印刷、1990年）
- 『我が青春の阿波高管弦楽団』（徳島県教育印刷、1991年）
- 『続・フルートとともに』（徳島県教育印刷、2005年）
- 『指揮法講座』（徳島県教育印刷、2009年）